# Comuna de Łuków
Łuków (polaco: Gmina Łuków) é uma gminy (comuna) na Polónia, na voivodia de Lublin e no condado de Łukowski.
De acordo com os censos de 2004, a comuna tem 17 023 habitantes, com uma densidade 53 hab/km².

## Área
Estende-se por uma área de 308,32 km², incluindo:
- área agricola: 60%
- área florestal: 33%

## Demografia
Dados de 30 de Junho 2004:
|                      | Total   | Total | Mulheres | Mulheres | Homens  | Homens |
| -------------------- | ------- | ----- | -------- | -------- | ------- | ------ |
|                      | pessoas | %     | pessoas  | %        | pessoas | %      |
| População            | 16 343  | 100   | 8072     | 49,4     | 8271    | 50,6   |
| Densidade (pop./km²) | 53      | 100   | 26,2     | 26,2     | 26,8    | 26,8   |

De acordo com dados de 2002, o rendimento médio per capita ascendia a 1227,2 zł.

## Comunas vizinhas
- Domanice, Kąkolewnica Wschodnia, Łuków, Stanin, Stoczek Łukowski, Trzebieszów, Ulan-Majorat, Wiśniew, Wojcieszków, Zbuczyn